# Oreodera pustulosa
Oreodera pustulosa là một loài bọ cánh cứng trong họ Cerambycidae.